# Set Germanes (mitologia aborigen australiana)
|  | Per a altres significats, vegeu «Set Germanes». |

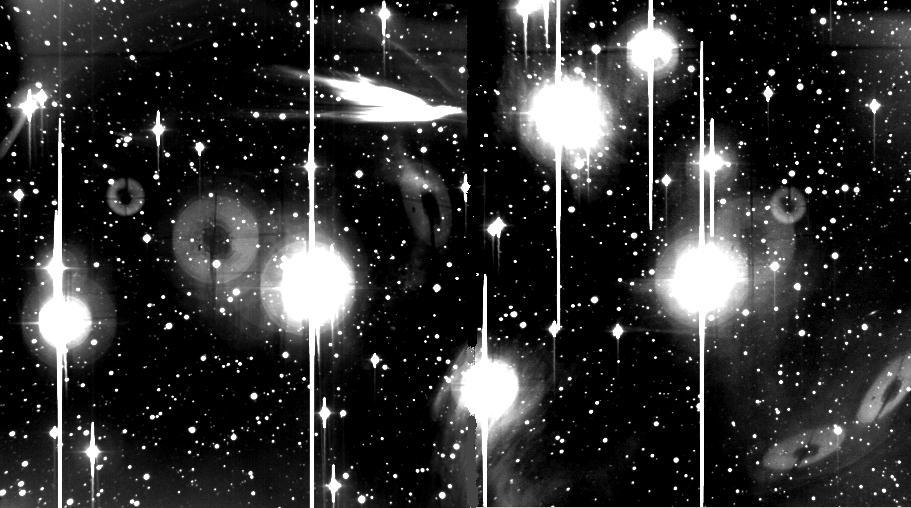
Una astrofotografia (amb artefactes) de les Plèiades, que inspiren el mite de les Set Germanes.

Les Set Germanes (anglès: Seven Sisters), també conegudes com a Yugarilya, Karatgurk, Makara, Meamei, Kungkarungkara (per als pitjantjatjara) o Kungkarangkalpa, són un conjunt de personatges de la mitologia aborigen d'Austràlia. Representen la constel·lació coneguda en l'astronomia occidental com les Plèiades.

## Llegenda
Generalment, en les cultures aborígens són descrites com set germanes o noies jóvens, tot i que la història i la songline que les involucra difereix en funció del poble indígena. Es considera que protagonitzen una de les metanarratives predominants i més definitòries registrades a l'Austràlia continental.

### Wurundjeri
Segons la llegenda transmesa de generació en generació pels wurundjeri de la nació kulin, que viuen al sud-est d'Austràlia (el que avui és Victòria), durant el temps dels somnis les Karatgurk eren les úniques que coneixien el secret del foc. Així doncs, quan anaven al riu Yarra, cadascuna portava una brasa al final del bastó del pal excavador, cosa que els permetia cuinar els tubercles dels nyams que agafaven de terra. Les germanes refusaven de compartir la brasa amb altri. Un dia, el Corb va tastar un tros de nyam cuit del que havien deixat i els va demanar el secret per a cuinar amb la intenció de difondre'l amb tothom, però les germanes s'hi van negar rotundament. En conseqüència, el Corb les va haver d'ensibornar per tal d'obtenir-ne el secret. Havent soterrat un bon nombre de serps en un formiguer, el corb va cridar les Karatgurk, vantant-se d'haver trobat larves de formiga més saboroses que el nyam. Quan les dones van començar a cavar-hi, les serps van reaccionar instantàniament atacant-les. Les germanes van tornar-s'hi amb cops de bastó tan forts que van fer volar pertot trossos de carbó i espurnes. Segons una altra versió de la història, les serps, de manera similar a la serp de l'arc de Sant Martí, van provocar un terratrèmol que va fer caure els bastons de les set germanes. Tot seguit, el Corb, que esperava el moment idoni, en va recollir les brases, les va amagar en un sac de pell de cangurú i es va refugiar al cim d'un arbre. Les dones es van adonar del robatori i se'n van posar a cercar el culpable, però era massa tard: l'ocell ja era fora del seu camp de visió. Les aus, des de dalt de l'arbre, i els éssers humans i la resta d'animals, als peus de l'arbre, van començar a demanar-li al Corb el secret del foc per a cuinar, i enmig de la confusió va esclatar un incendi que li va tornar les plomes blanques de color negre. Es diu que així és com va arribar el foc a mans humanes. Immediatament, les germanes Karatgurk es van enlairar (o es van expatriar, indignades) i els seus brillants bastons de foc es van convertir en l'agrupació d'estrelles conegudes com les Plèiades. Connectades al culte als ancestres i a les deesses de la Terra, es considera que les Set Germanes són portadores d'una saviesa especial lligada als elements naturals; és així que s'eleven a elements naturals i abandonen el pla de l'existència dels humans.

### Yuwaalaraay
Segons la versió dels yuwaalaraay, recollida per K. Langloh Parker sota el títol «Where the Frost Comes From», eren set germanes anomenades Meamei, precioses de cabells llargs i cossos resplendents compostos de caramells. Les seguia constantment un grup de nois, els Berai-Berai, que els donaven regals (sobretot mel, perquè eren experts a trobar ruscs); elles acceptaven de bon grat els presents, però es resistien al seu flirteig. Un dia, el vell ancestre del foc Wurrunnah va segrestar-ne dues i va provar d'escalfar els seus caramells, fins que va caure que només aconseguia extingir el seu propi foc. Les dues raptades van acabar al cel, com la resta de germanes, però brillaven amb menys intensitat que les altres. Els nois es van deixar morir per amor i també van prendre forma d'estrella com la constel·lació de Berai-Berai (segons els aborígens) o d'Orió (segons els occidentals). Encara, al cel, es creu que ells els busquen mel i elles a canvi els canten cançons dolces com la mel, i es diu que Wurrunnah encara les cerca enfurismat, cosa que fa riure descontroladament Ghindamaylannah (Venus), parenta de les Meamei. De fet, per a recordar la gent terrestre que en el temps dels somnis elles havien viscut a la Terra, les germanes ocasionalment es treuen trossos de gel i els deixen caure, perquè així, quan hi ha gelada, els humans que hi viuen les celebrin i utilitzin els caramells per a anestesiar els jóvens a qui no se'ls hagi perforat mai el nas: s'ha de fer servir el gel producte del temps i insertar un os màgic al nas, com a símbol de l'entrada a l'etapa adulta. Se suposa, a més, que la perforació del nas en aquestes circumstàncies confereix el poder de la cançó. A part d'aquesta tradició, existeix la superstició que quan trona a l'hivern plourà durant tres dies i és perquè les Meamei juguen a l'aigua com si fossin nens, amb el repte de ser la que faci més soroll.

### Bloc del desert occidental
Al bloc del desert occidental d'Austràlia, les Set Germanes són conegudes com a Kungkarangkalpa i, segons es conta, eren set Napaljarri (indígenes de baixa consideració social) provinents del que avui és el Territori del Nord, perseguides pel desert per un home anomenat Jilbi Tjakamarra, Nirunja, Wati Nyiru o Nyiru a seques. Les germanes el temien perquè l'home pretenia seduir-les i dominar-les contra la seva voluntat. Per tant, en una versió de la història, quan la més gran es va adonar que les seguia, va ensenyar a la resta a convertir-se en arbre per a despistar-lo i perdre'l de vista. En una altra adaptació, van mirar d'amagar-se en coves, però ell les trobava igualment, amb la qual cosa van escapar a través d'un foc a Kurlunyalimpa fins a la Via Làctia, on van esdevenir el cúmul d'estrelles per a estar segures i protegir les dones de la Terra. En assabentar-se'n, Wati Nyiru va voler seguir-les fins al cel i es va tornar Orió, o sigui que mai podria atrapar-les perquè elles es movien de nit. També es diu que les va ajudar a fugir l'esperit de l'Uluru, una gran roca al centre d'Austràlia amb significat místic per als aborígens. Apareixen sovint en l'art produït a la regió. Per exemple, estan representades en les obres de les indígenes Gabriella Possum Nungurrayi i Khatija Nampijinpa Possum, amb una versió diferent dels fets que els va arribar de Clifford Possum Tjapaltjarri.

### Wirangu
Per als wirangu, que habiten la costa de l'oest d'Austràlia Occidental, les involucra un mite de creació que pren la forma d'una songline basada en la constel·lació de les Plèiades. El nom que li donen al personatge que representa Orió és Tgilby. Segons la seva tradició, Tgilby es va posar a perseguir les Set Germanes, anomenades Yugarilya, pel cel, cap a la Terra i fins i tot per la Terra, on al seu torn les germanes perseguien una serp que es deia Dyunu.
Una altra versió documentada dels wirangu, diferent de l'anterior, explica que en temps immemorials hi havia una gran serp mare que es dirigia des d'orient a la població de Juldi'kapi i va ser copsada per dos hòmens heroics, els Wati Kutjara, que van voler matar-la. Així doncs, la van seguir fins a Pedinga'kapi, una massa d'aigua a uns 60.000 km al sud-est del destí inicial (Juldi'kapi), en el que era l'hàbitat de la serp i on hi havia diversos nius. Una vegada van ser allà, els dos hòmens van ferir-la greument clavant-li una llança i van tornar on eren abans, pensant-se que la serp moriria en poca estona. Ara bé, la serp va aconseguir arrossegar-se uns 3 km al sud fins a arribar a una olla de color ocre, de nom Mul'tan'tu. Va romandre-hi i hi va deixar sediments vermells, grocs i blancs, cosa que es relaciona amb la sang, l'orina i els excrements de la serp, respectivament. Més tard, la serp va sortir de l'olla i va continuar cap al nord-est primer i cap a l'oest després en direcció al seu hàbitat.

### Mandjindja
En canvi, en l'imaginari dels mandjindja de l'Austràlia Occidental, eren les primeres dones de la Terra i el déu de la lluna Kidili va provar de violar-les, així que va ser castrat i elles es van convertir en estrelles.

### Altres
D'altra banda, existeix una altra versió de la història en la qual les Set Germanes eren nimfes i, com a tal, estaven maleïdes a tenir aquella forma. Com que només podien viure sota l'aigua, tenien la pell relliscosa i d'amics només tenien peixos, sangoneres i cocodrils. Un dia, va passar per la zona un caçador que es va fixar en els llargs cabells d'una de les set germanes, així que es va capbussar, la va prendre dels cabells i la va treure de l'aigua. Va decidir encendre un foc a terra i, tot sostenint la nimfa per sobre del fum, la va alliberar de la maledicció i la va tornar humana. Per això, van contraure matrimoni i van viure feliços junts, treballant tots dos com a caçadors.
Hi ha una adaptació en la qual les Set Germanes són emús dits Makara i cortejats per un grup de dingos, els Wanjin. Com que en aquella època els emús disposaven d'ales, van poder-ne escapar, però el gran olfacte dels dingos aviat els va indicar on s'amagaven i van traçar un pla: provocarien un incendi forestal que els inutilitzaria les ales per a poder capturar-les fàcilment. No va anar com pensaven: les Makara sí que van perdre el do del vol, però van desenvolupar l'habilitat de travessar les flames amb les cames i ràpidament es van posar a fugir-ne, i d'afegitó ells es van injuriar amb el foc: vet aquí per què avui els dingos tenen les potes curtes i els emús no poden volar. Així, desesperades en veure que els Wanjin les seguirien fins a la fi del món, van enlairar-se i convertir-se en constel·lació, i ells, igual de posats en la cerca, van imitar-les i van acabar convertits en una altra (Orió). Des del cel, les Set Germanes vigilen les dones que són perseguides com elles.

## Impacte cultural
Es té constància d'una única representació pictòrica de les Set Germanes: una pintura mural de la cova del sud d'Owalinja, a l'Austràlia meridional, que es relaciona amb aquests personatges. D'altra banda, l'Any Nou dels aborígens australians es va fixar just abans de la sortida del sol al maig basant-se en la primera aparició de la constel·lació de les Set Germanes.
El 2022, es va obrir el Seven Sisters Park, un parc basat en la llegenda ubicat a Wollert (un barri perifèric de Melbourne). A més dels elements típics d'un parc, com un tobogan i una pista de bàsquet, ofereix als visitants informació sobre la cultura dels indígenes i hi ha arrelats més d'11.500 plantes i arbres de 54 espècies autòctones (com l'acàcia i l'eucaliptus) i d'11 espècies foranes (com el ginkgo i l'auró).

## En altres cultures
Existeixen mites entorn de la mateixa constel·lació en moltes altres cultures: els Tianquiztli en la mitologia asteca, Neith en la mitologia egípcia, les Kṛttikā en l'astrologia índia, les Dao Luk Kai en la mitologia tailandesa, el Makahiki en la mitologia hawaiana, les Plèiades en la mitologia grega i les Matariki en la mitologia maori. També apareixen en la Bíblia.